# Porteria (animal)
Porteria albopunctata es una especie de araña araneomorfa de la familia Desidae. Es la única especie del género monotípico Porteria.  Es nativa de Chile.